# Currenti calamo
La locuzione latina currenti calamo, tradotta letteralmente, significa con penna veloce, cioè scritto in gran fretta.
Si impiega per indicare lo scrivere di getto, senza effettuare rilettura ed eventuali variazioni e senza curare la forma. Si allega in particolare per chiedere perdono di errori eventualmente sfuggiti nella fretta dello scrivere, a causa della quale spesso si cade in qualche lapsus calami (errore dovuto alla penna, cioè una semplice svista).
Non sembra che la locuzione sia attestata già nel periodo classico.